# Korea Media Rating Board
Korea Media Rating Board (KMRB 영상물등급위원회 em português Avaliação de plataforma de média da Coreia) foi uma organização de classificação na Coreia do Sul. Ela classificava filmes, vídeos, performances, e fonogramas. O presidente atual é Kyung-Soon Lee.
Inicialmente, a KMRB também classificou jogos de videogame e computador; contudo, eles classificaram uma máquina de jogo de azar chamada Sea Story como se fosse um jogo qualquer, devido a um suborno, trazendo confusão a indústria de jogos coreana. Depois de algumas controvérsias, o governo coreano estabeleceu em 2006 a Game Rating Board para classificar jogos eletrônicos.

## Classificações
| Idade                 | Todos (Livre)                 | 12 | 15 | 19+ |
| --------------------- | ----------------------------- | --- | --- | --- |
| Descrição             | Livre para todos os públicos. | Inadequado para menores de 12 anos. | Inadequado para menores de 15 anos. | Restrito para menores de 19 anos. |
| Símbolo               |                               | | | |
| Descrição do conteúdo | Não há inadequações.          | Angústia, arma com violência, atos criminosos sem violência, medo/tensão, descrição de violência, ossada ou esqueleto com resquício de ato de violência e consumo de drogas lícitas. | Agressão verbal, Ato violento, Ato violento contra animal, Bullying, exposição ao perigo, exposição de cadáver, exposição de pessoa em situação constrangedora ou degradante, lesão corporal, morte natural ou acidental com dor ou violência, gestos obscenos, sangue e consumo irregular de medicamento. | Violência gratuita/banalização da violência, aborto, eutanásia, pena de morte, descrição pesada de violência, violência de forte impacto imagético, crueldade, crime de ódio, tortura, mutilação, suicídio e consumo de drogas ilícitas. |

As classificações são determinadas de acordo com:
- Filmes produzidos nacionalmente
- Filmes estrangeiros
- Propagandas em:
  - previews
  - posteres
  - jornais
  - classificados